# Dickinson (Dakota del Norte)
Dickinson es una ciudad ubicada en el condado de Stark en el estado estadounidense de Dakota del Norte. En el censo de 2010 tenía una población de 17787 habitantes y una densidad poblacional de 684,84 personas por km².

## Geografía
Dickinson se encuentra ubicada en las coordenadas 46°53′8″N 102°47′12″O / 46.88556, -102.78667. Según la Oficina del Censo de los Estados Unidos, Dickinson tiene una superficie total de 25.97 km², de la cual 25.8 km² corresponden a tierra firme y (0.66%) 0.17 km² es agua.

## Demografía
Según el censo de 2010, había 17787 personas residiendo en Dickinson. La densidad de población era de 684,84 hab./km². De los 17787 habitantes, Dickinson estaba compuesto por el 94.16% blancos, el 1.05% eran afroamericanos, el 1.22% eran amerindios, el 1.47% eran asiáticos, el 0.05% eran isleños del Pacífico, el 0.56% eran de otras razas y el 1.5% pertenecían a dos o más razas. Del total de la población el 2.15% eran hispanos o latinos de cualquier raza.